# NGC 385
NGC 385 je galaksija u zviježđu Ribe.

## Vanjske poveznice
- SEDS: NGC 385